# Kriebitzsch
Kriebitzsch is een gemeente in de Duitse deelstaat Thüringen, en maakt deel uit van de Landkreis Altenburger Land.
Kriebitzsch telt 990 inwoners.